# Hipersonia
Hipersonia é um distúrbio do sono caracterizado por sonolência excessiva durante o dia e/ou sono prolongado a noite. E ao contrário de problemas de sono causados por noites mal dormidas, dormir durante o dia não diminui a sonolência. Também ocorre em pessoas com ciclo de sono invertido (por exemplo, trabalhadores noturnos). Pode ser classificada como hipersonia idiopática (quando a causa não é conhecida), sintomática (quando for sintoma de outro transtorno) ou medicamentosa (quando for efeito colateral de uma droga) É mais comum entre os 15 e 25 anos e menos de 5% dos adultos (mais de 18 anos) possuem esse problema.

## Diagnóstico
Para ser diagnosticado com hipersonia, o paciente deve apresentar os sintomas por pelo menos um mês e esse transtorno deve ter um impacto significativo sobre a vida (social, funcional e emocional) do paciente. Mesmo após dormir mais de 8h por dia tem dificuldade para levantar e continuam com sono o dia inteiro. Difere da narcolepsia pela sonolência não ser súbita nem cessar após dormir. Não deve ser confundido com a Síndrome de Kleine–Levin em que se dorme por até 18h por dia e distúrbios na REM, sendo portanto muito mais severa.
Outros sintomas podem incluir:
- Ansiedade
- Irritabilidade
- Diminuição da energia
- Inquietação
- Pensamento lento
- Fala lenta
- Perda de apetite
- Alucinações
- Problemas de memória.

Pessoas com hipersonia devem evitar dirigir e utilizar ferramentas/máquinas perfurantes ou cortantes utilizar enquanto estiverem sonolentas. É comum em trabalhadores noturnos, que nesse caso passam tanto o dia quanto a noite com sono mesmo dormindo mais de 8h por dia.

## Causas
Pode ser consequência de medicamentos (como certos antidepressivos, benzodiazepínicos e antipsicóticos) ou sintoma de outros transtornos (como depressão nervosa, fibromialgia e hipotireoidismo). Quase sempre como consequência de alterações nos ciclos da serotonina ou/e noradrenalina (neurotransmissores envolvidos na regulação do sono e relaxamento).

## Tratamento
O tratamento é apenas sintomático, caso seja de origem medicamentosa pode-se considerar trocar o medicamento. Alguns medicamentos estimulantes que podem ser receitados são:
- anfetaminas
- antidepressivos
- bromocriptina
- clonidina
- inibidor da monoamina oxidase (IMAO)
- levodopa
- metilfenidato
- modafinil

Mudanças no comportamento (por exemplo, evitando o trabalho noturno e ficar acordado até tarde), exercícios físicos e dieta mais leve e rica podem oferecer algum alívio. Álcool e cafeína agravam a sonolência e portanto devem ser evitados.